# Blois (zámek)
Zámek Blois leží ve francouzském departmentu Loir-et-Cher na severním břehu řeky Loiry. Je to bývalá rezidence několika francouzských králů. Roku 1429 zde remešský arcibiskup požehnal Johance z Arku, jež pak v čele vojska zamířila směrem k Orléans, aby jej vysvobodila z anglického obsazení.
Zámek byl postaven uprostřed města Blois, které tak prakticky ovládal. Sestává z několika budov postavených od 13. do 17. století okolo centrálního nádvoří. Nejznámějším architektonickým prvkem zámku je spirálovité schodiště v křídle Františka I.

## Historie

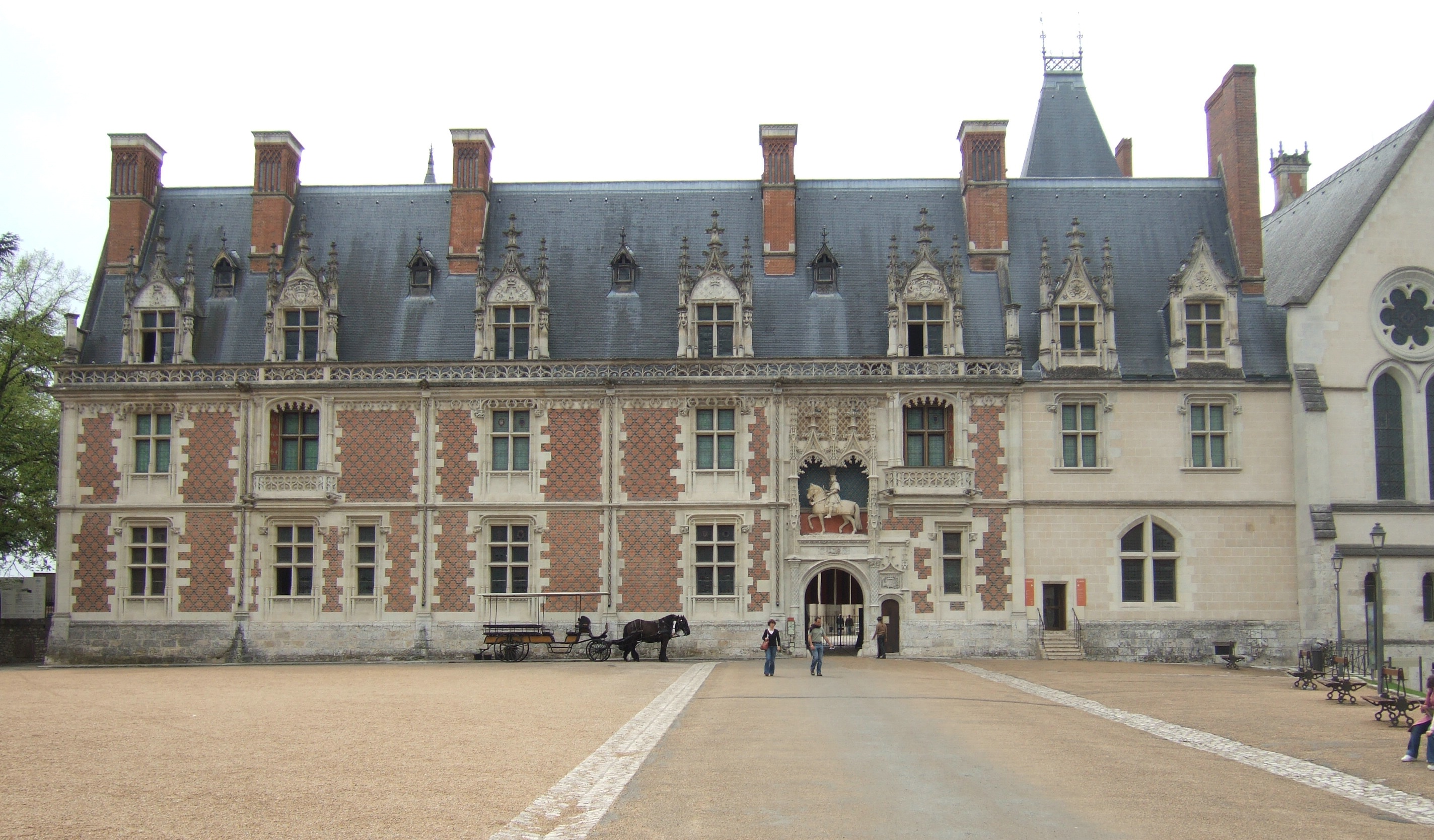
Průčelí křídla Ludvíka XII. s hlavním vstupem.

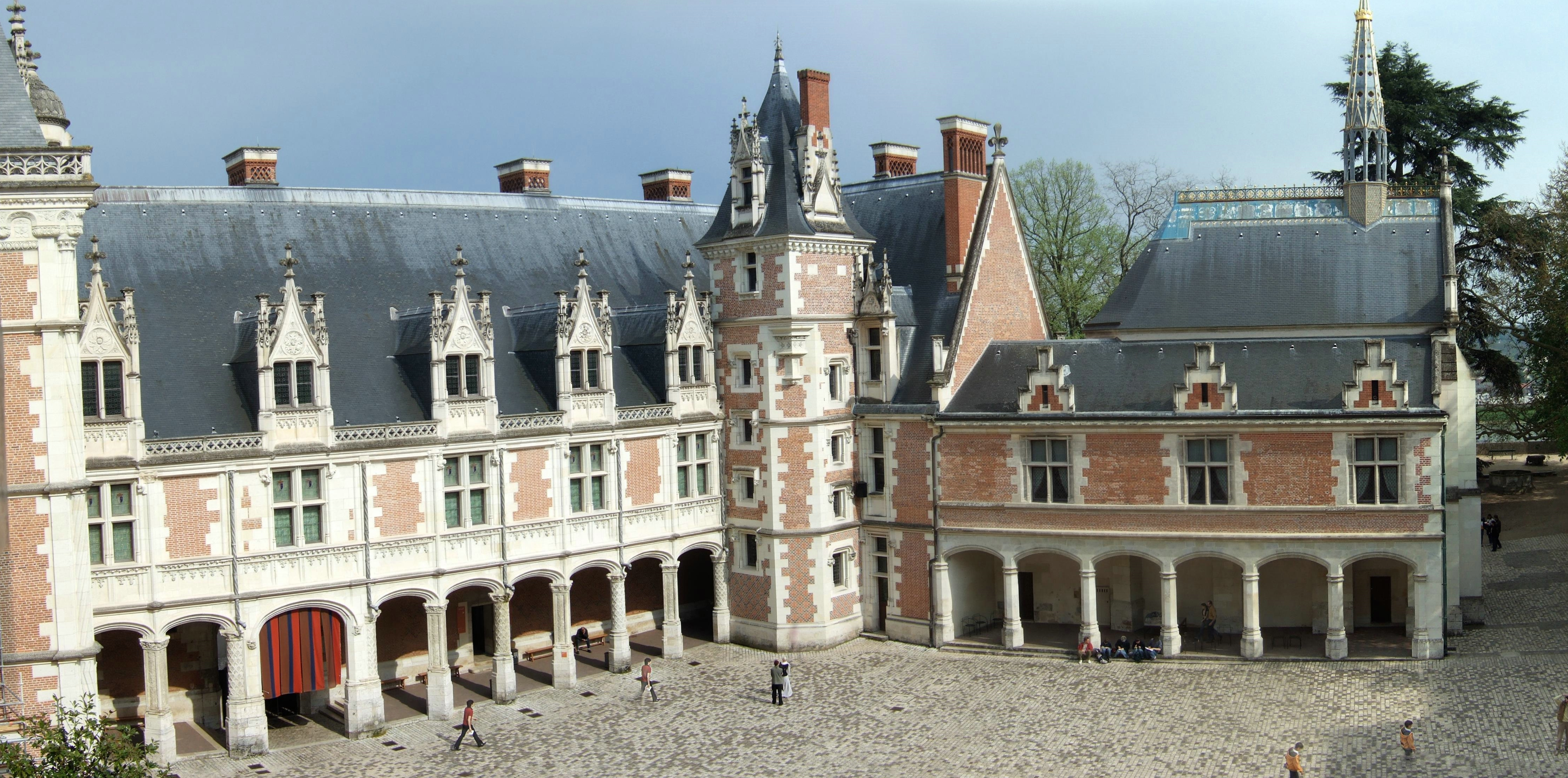
Interiér křídla Ludvíka XII. s kaplí (vpravo).

### Ludvík XII.
Roku 1391 koupil středověkou tvrz Ludvík, kníže z Orléans, bratr Karla VI. Poté, co byl kníže zavražděn, uchýlila se do Blois vdova po něm, Valentina Milánská. Po ní stavbu zdědil její syn, básník Karel z Orléans, jenž byl vězněn po bitvě u Azincourtu a strávil 25 let jako rukojmí v Anglii. Následně se vrátil do svého oblíbeného Blois a tvrz nechal částečně přestavět na pohodlnější obydlí. V období vlády Karlova syna, krále Ludvíka XII., se Blois se stalo oblíbenou královskou rezidencí. Na počátku 16. století král zahájil rekonstrukci hlavní vstupní části a nechal založit italskou zahradu na místě terasovitě členěného podhradí, která se rozkládala na současném Náměstí Victora Huga a na místě železničního nádraží. Poslední zbytky zahrady byly zničeny roku 1890 při výstavbě ulice Victora Huga.
Křídlo z doby Ludvíka XII., postavené z červených cihel a šedivého kamene, tvoří hlavní vstup do zámku; nad vstupní bránou je zdobí jezdecká socha krále. Ačkoliv byl použit zejména gotický styl, některé prvky odpovídají architektuře renesanční, mj. ozdobné reliéfy, klenuté oblouky laločnatého tvaru a hlavice sloupů.

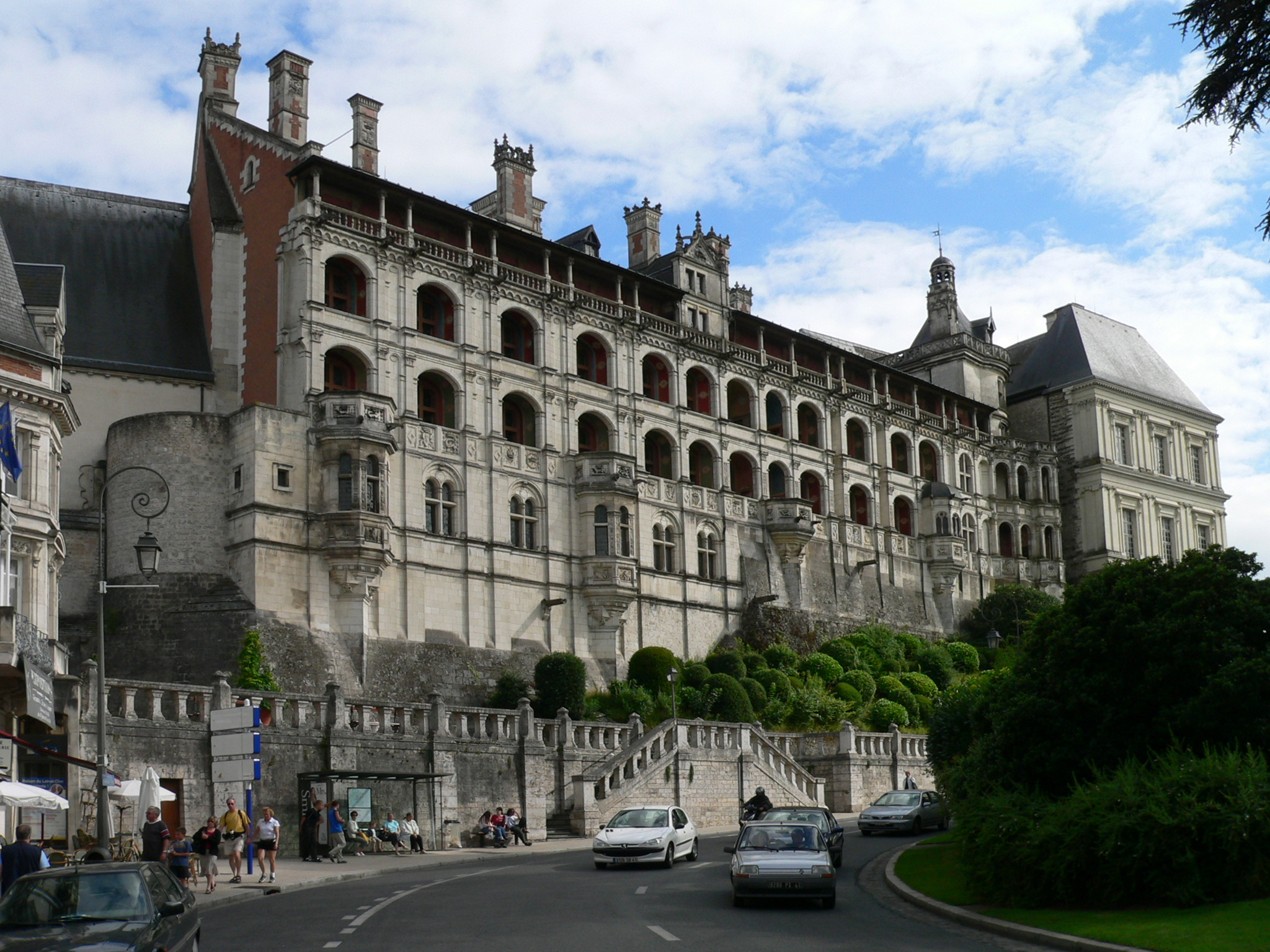
Zadní průčelí křídla Františka I., orientované směrem ke středu města Blois.

### František I.
Když se vlády ujal František I., nechal z podnětu své manželky královny Klaudie zámek v Blois přestavět s cílem přesídlit sem ze zámku Amboise. František nechal vystavět nové křídlo a založil zde knihovnu, jednu z nejvýznamnějších ve své době. Po smrti své manželky roku 1524 však trávil v Blois velmi málo času a rozsáhlá knihovna byla tehdy přemístěna na královský zámek Fontainebleau. Tam vytvořila hlavní část královské knihovny, jež je dnes součástí Francouzské národní knihovny.
Architektura a výzdoba tohoto křídla jsou výrazně poznamenány italským vlivem. Jeho středem je monumentální spirálovité schodiště ozdobené vytesanými reliéfy a sousedící s centrálním nádvořím.

### Jindřich III.
Král Jindřich III., poté co byl vyhnán z Paříže v době francouzských náboženských válek, sídlil v Blois a v letech 1576 a 1588 sem svolal shromáždění francouzských generálních stavů. Při jednom z těchto shromáždění nechal král zavraždit svého úhlavního nepřítele vévodu z Guise, který na zámek přišel na schůzku s Františkem, a následující den jeho bratra Ludvíka, kardinála z Guise.

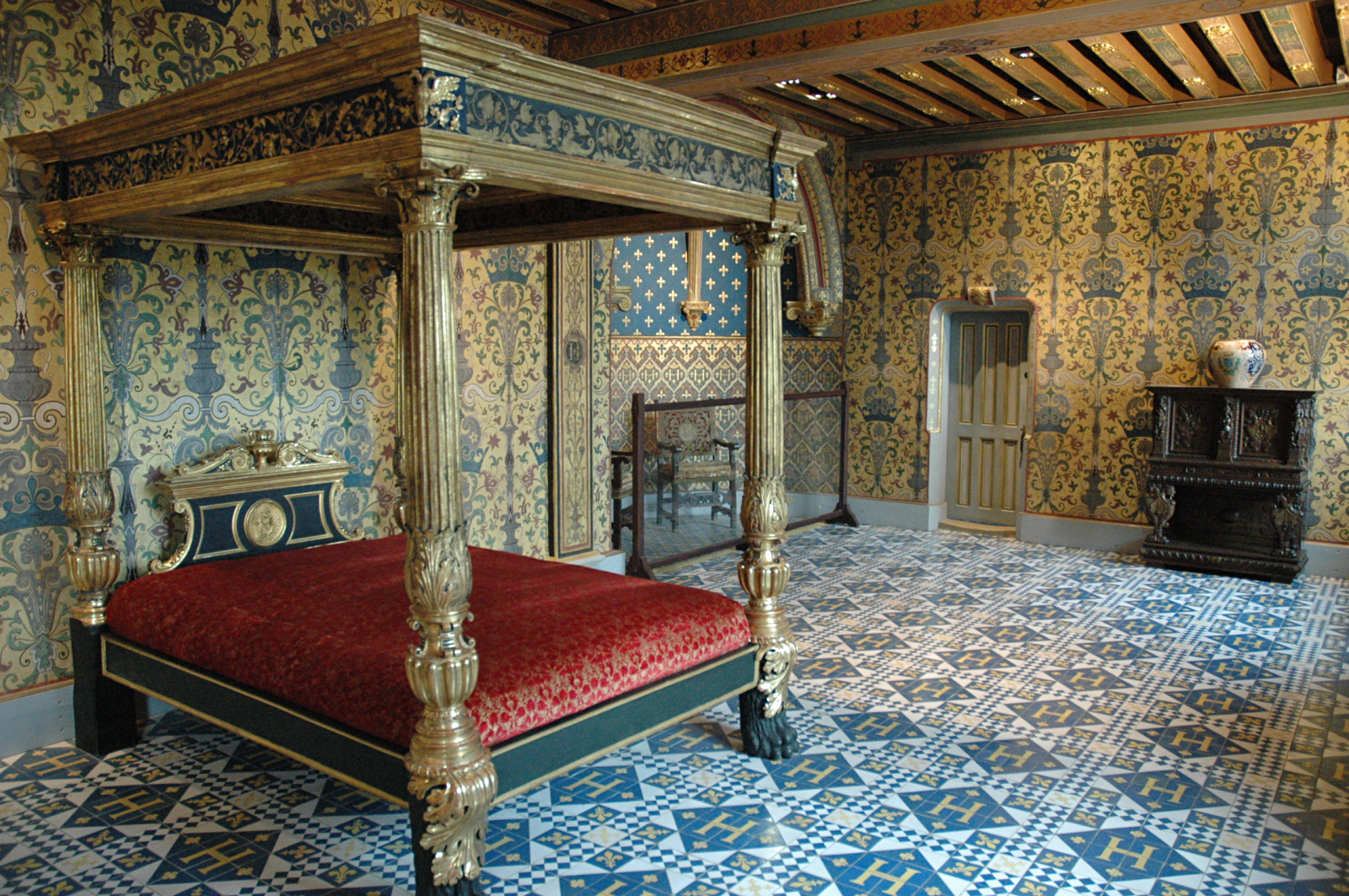
"Královská ložnice" s dlaždicemi nesoucími iniciálu Jindřicha IV., H (Henri)

### Jindřich IV.
Na zámku poté sídlil Jindřich IV., první panovník z rodu Bourbonů. Po Jindřichově smrti se sem uchýlila vdova po něm, Marie Medicejská, která byla vyhnána ze dvora svého syna, Ludvíka XIII.

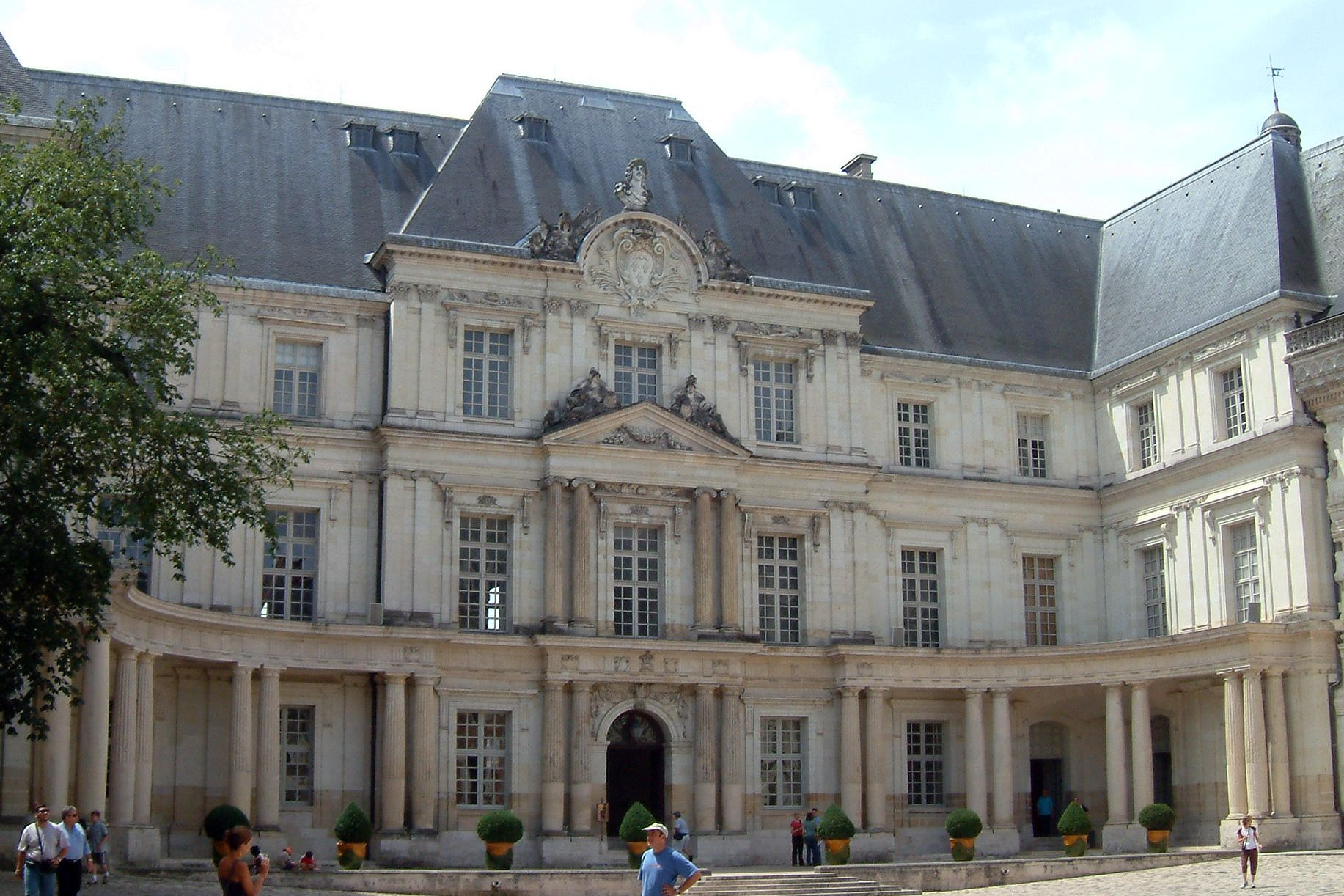
Nedokončené křídlo Gastona Orleánského.

### Gaston Orleánský
Roku 1626 věnoval král Ludvík XIII zámek Blois jako svatební dar svému bratru Gastonu Orleánskému. Další práce na výstavbě byly zahájeny roku 1635. Stavbu řídil tehdy známý architekt François Mansart. Toto křídlo se rozkládá v zadní části nádvoří naproti křídlu Ludvíka XII. Jeho přední část zahrnuje tři pole zdobené prvky dórského, iónského a korintského slohu. Práce byly ukončeny po smrti Gastona roku 1660. Až do roku 1660 zde působily slečny Nicole-Anne Constance de Montalais a Louise de La Vallière jako dvorní dámy.
V době velké francouzské revoluce byl rozsáhlý zámek již po více než 130 let zanedbáván. Přívrženci revoluce zámek vyplenili s úmyslem odstranit všechny symboly bývalé šlechty a obohatit se, přičemž rozkradli řadu ze soch, královských symbolů a erbů. Zámek byl v dezolátním stavu, byl určen k demolici, ale ta byla odložena s tím, že bude prozatím sloužit pro ubytování vojska.

### Záchrana památkového objektu

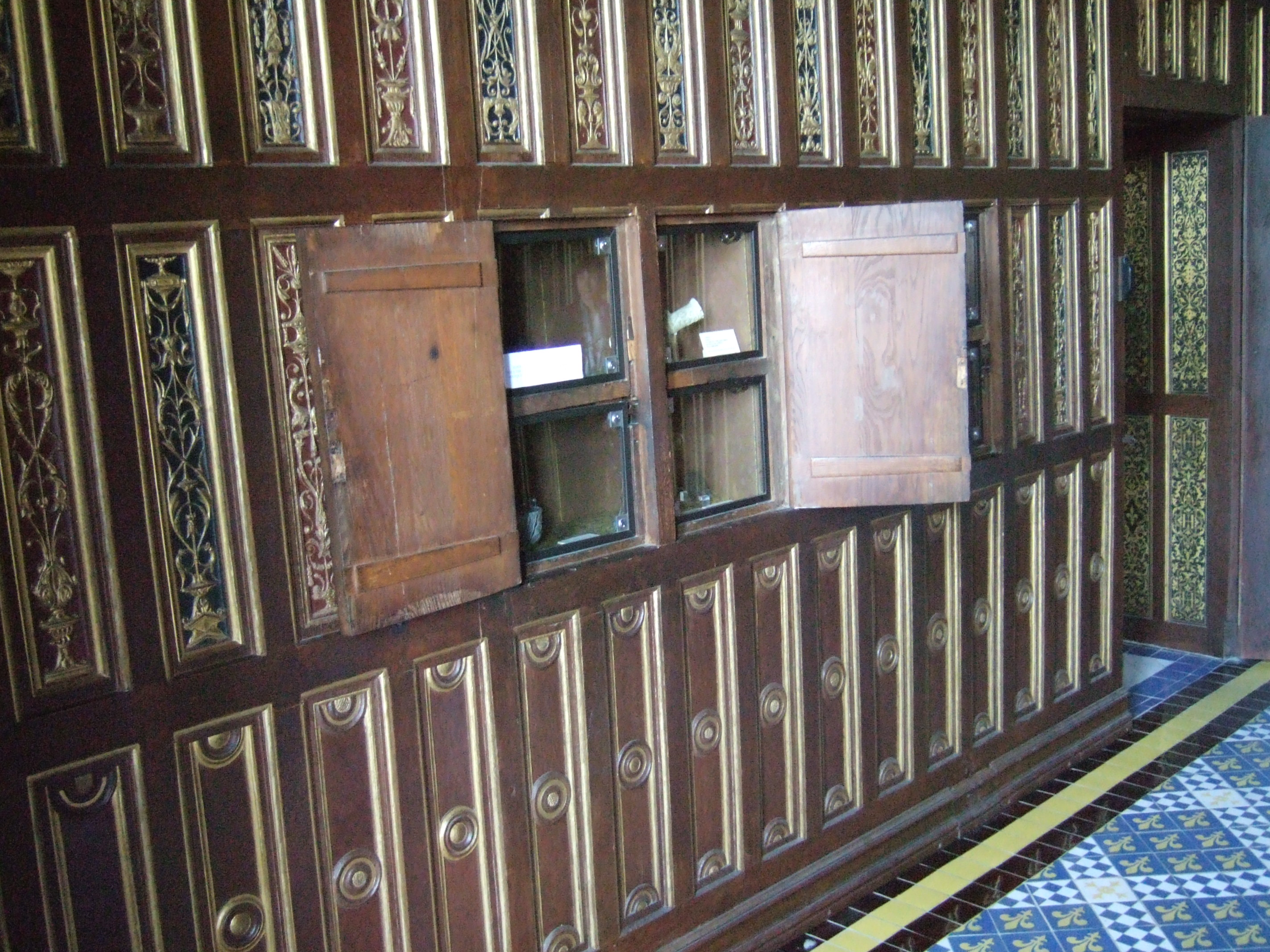
„Tajný pokoj“, jenž byl omylem pokládán za skrýš jedů Kateřiny de Medici.

Roku 1841 byl zámek v Blois zásluhou krále Ludvíka Filipa zámek zařazen na seznam historických památek. Pod vedením architekta Felixe Dubana byl zrestaurován; byly obnoveny malby na zdích a trámových stropech, a zámek byl přeměněn na muzeum. Návštěvníci mohou zhlédnout mj. „Tajný pokoj“, jenž byl pokládán za skrýš jedů Kateřiny de Medici. Ve skutečnosti však pravděpodobně sloužil k mnohem prozaičtějším účelům, k předvádění vzácných předmětů hostům.
V současnosti je zámek majetkem města Blois a patří k předním turistickým atrakcím.